# Letsok-aw Kyun
Letsok-aw Kyun (o bien isla Letsok-aw, antes llamada isla Dome) es una isla en el mar de Andamán, geográficamente parte del archipiélago de Mergui, al sur de Birmania (Myanmar) y administrativamente parte de la Región de Tanintharyi. Su superficie es de 250 km². Se localiza al este de la también isla de Bentinck Kyun, al sur de las islas de Sabi y Parker, al oeste de Kanmaw Kyun y al norte de la isla owen.